# Odessa (album)
Odessa četvrti je studijski album australskog rock sastava The Bee Gees, objavljen kao dvostruki LP, koji izlazi u siječnju 1969.g.
Nakon što je album snimljen, gitarista Vince Melouney napustio je sastav želeći nastaviti svoju glazbenu karijeru više u blues smjeru. Prije objavljivanja bilo je neslaganja tijekom odabira koja će skladba biti izdana kao singl (Robin je želio temu "Lamplight", a Barry svoju solo vokalnu izvedbu "First of May"). To je dovelo do toga da Robin Gibb napusti skupinu 1969., iako se krajem 1970-te priključio sastavu nazad. Odessa je u početku bila puštena u zlatnim koricama albuma ali zbog alergijske reakcije među radnicima za vrijeme montaže, ovaj dizajn je bio prekinut.
Rhino Records, planira objavljivanje reizdanja albuma u kolovozu 2008.g., kao box set od tri CD-a. Na materijalu bi se našle originalne skladbe u mono i stereo verziji ali i prethodno neobjavljene i alternativne snimke.

## Popis pjesama
Sve skladbe skladali su Barry, Robin i Maurice Gibb.
1. "Odessa (City on the Black Sea)" – 7:33
2. "You'll Never See My Face Again" – 4:17
3. "Black Diamond" – 3:29
4. "Marley Purt Drive" – 4:26
5. "Edison" – 3:06
6. "Melody Fair" – 3:50
7. "Suddenly" – 2:30
8. "Whisper Whisper" – 3:25
9. "Lamplight" – 4:47
10. "Sound of Love" – 3:29
11. "Give Your Best" – 3:28
12. "Seven Seas Symphony" – 4:10
13. "With All Nations (International Anthem)" – 1:47
14. "I Laugh in Your Face" – 4:10
15. "Never Say Never Again" – 3:29
16. "First of May" – 2:50
17. "The British Opera" – 3:16

Jedan LP izdan je sredinom '70-ih i s njega su uklonjene skladbe 3, 5, 7, 8, 9, 12, i 17. U početku je na CD-u i kazeti izostavljena skladba "With All Nations (International Anthem)".

## Izvođači
- Barry Gibb: prvi vokal, gitara
- Robin Gibb: vokal
- Maurice Gibb: vokal, bas-gitara, klavijature
- Vince Melouney: prva gitara
- Colin Petersen: bubnjevi